# كينيث فاينبيرغ
كينيث فاينبيرغ (بالإنجليزية: Kenneth Feinberg)‏ هو محامي أمريكي، ولد في 23 أكتوبر 1945 في بروكتون في الولايات المتحدة.

## وصلات خارجية
- كينيث فاينبيرغ على موقع IMDb (الإنجليزية)
- كينيث فاينبيرغ على موقع إن إن دي بي (الإنجليزية)